# Casa dels Forestals (la Vall de Boí)
La Casa dels Forestals és una casa forestal, una obra de la Vall de Boí (Alta Ribagorça) inclosa a l'Inventari del Patrimoni Arquitectònic de Catalunya.

## Descripció
Edifici de planta rectangular que consta d'un semisoterrani que ocupa la meitat sud de l'edifici, planta baixa, pis i golfes sota una coberta a quatre vessants dels quals el de la façana nord és més petit i no n'ocupa tota l'amplada.
Tot i l'arrebossat de les façanes i la dimensió d'alguna de les obertures, superior a la habitual, la seva composició bastant correcta i, sobretot, el respecte del volum i la coberta original li confereixen una bona imatge dins del conjunt.